# Euhybus reduncus
Euhybus reduncus är en tvåvingeart som beskrevs av Ale-rocha 2004. Euhybus reduncus ingår i släktet Euhybus och familjen puckeldansflugor. Inga underarter finns listade i Catalogue of Life.